# Claire Boudreau
 (mai 2020).
Pour les articles homonymes, voir Boudreau.
Claire Boudreau, née en 1965 et morte le 18 novembre 2020, est une historienne, généalogiste et officier d'armes canadienne. 

## Biographie
Claire Boudreau est héraut de l'Autorité héraldique du Canada le 17 mars 1997 comme Héraut Saguenay, et plus tard en tant que Héraut Saint-Laurent, succédant à Auguste Vachon. Elle a par la suite été héraut d'armes du 1er décembre 2005 jusqu'au 16 juin 2007, date à laquelle elle a été nommée deuxième héraut d'armes du Canada après le départ à la retraite de Robert Watt . Elle est également une universitaire reconnue à l'échelle nationale et internationale en ce qui concerne les études héraldiques. Elle est l'auteure de nombreux articles et publications. Elle a été la principale créatrice et administratrice du Registre public en ligne des armoiries, drapeaux et insignes du Canada, qui a été dévoilé en juillet 2005. Elle est membre de l'Académie Internationale d'Héraldique depuis 2000. Le 20 mai 2020, Claire Boudreau a été nommée Héraut émérite Margaree-Chéticamp, Samy Khalid lui succédant à titre de Héraut d'armes du Canada.

## Publications
- L'héritage symbolique des Hérauts d'Armes: Dictionnaire encyclopédique de l'enseignement du blason ancien (XIVe – XVIe siècle) (Le Léopard d'or, Paris, 2006).  (ISBN 2-86377-204-X)